# (21414) Blumenthal
(21414) Blumenthal est un astéroïde de la ceinture principale d'astéroïdes.

## Description
(21414) Blumenthal est un astéroïde de la ceinture principale d'astéroïdes. Il fut découvert le 20 mars 1998 à Socorro (Nouveau-Mexique) par le projet LINEAR. Il fut nommé en honneur de Otto Blumenthal, mathématicien allemand. Il présente une orbite caractérisée par un demi-grand axe de 2,41 UA, une excentricité de 0,25 et une inclinaison de 11,8° par rapport à l'écliptique.

## Compléments